# شاندور پتش
شاندور پتش (مجاری: Sándor Pethes؛ ۲۸ مهٔ ۱۸۹۹ – ۲۹ ژوئن ۱۹۸۱) بازیگر اهل مجارستان بود.
از فیلم‌هایی که وی در آن‌ها نقش داشته‌است، می‌توان به مرد کامل، قصه‌های بوداپست، خودروی رؤیایی، چتر سنت پیتر، اورینت اکسپرس و نقاب آبی اشاره نمود.